# Список русских названий листоедов
Семейство Листоеды  (лат. Chrysomelidae):
1. Падучки (Bromius Chevrolat)=Adoxus Kirby
  1. Падучка чёрная (Bromius obscurus Linnaeus) [тёмная]<-Adoxus
2. Agelastica Redtenbacher
  1. Листоед ольховый (Agelastica alni Linnaeus), Козявка ольховая
3. Aphthona Chevreul
  1. Блошка льняная (Aphthona euphorbiae Schrank)
  2. Блошка льняная коричневая (Aphthona flaviceps Allard)
4. Batophila Foudras[=Glyptina Le Conte]
  1. Блошка малинная (Batophila rubi Paykull)
5. Щитоноски (род) (Cassida Linnaeus)
  1. Щитоноска шалфейная (Cassida canaliculata Laichartig)
  2. Щитоноска артишоковая (Cassida deflorata Suffrain)
  3. Щитоноска зубчатокрылая (Cassida denticollis Suffrain)
  4. Щитоноска свекловичная (Cassida nebulosa Linnaeus)
  5. Щитоноска маревая серебристая (Cassida nobilis Linnaeus)
  6. Щитоноска рыжая (Hypocassida subferruginea Schrank)<-Cassida
  7. Щитоноска пижмовая (Cassida vibex Linnaeus)
  8. Щитоноска зелёная (Cassida viridis Linnaeus)
  9. Щитоноска крапивная (Cassida vittata Villiers)
6. Cecchiniola Jackoby
  1. Чекиниола уплощённая (Cecchiniola platyscelidina Jackoby)
7. Chaetocnema Stephens
  1. Блошка большая хлебная (Chaetocnema aridula Gyllenhal)
  2. Блошка свекловичная южная (Chaetocnema breviuscula Faldermann)
  3. Блошка гречишная (Chaetocnema concinna Marshall)
  4. Блошка стеблевая хлебная (Chaetocnema hortensis Geoffroy)
  5. Блошка свекловичная западная (Chaetocnema tibialis Illiger)
8. Chrysochares Morison
  1. Листоед азиатский (Chrysochares asiaticus Pallas)
9. Chrysomela Linnaeus
  1. Листоед злаковый (Chrysolina cerealis Linnaeus)<-Chrysomela
  2. Листоед синеполосый (Chrysolina coerulans Scriba) [Листоед синий мятный]<-Chrysomela
  3. Листоед ясноточный (Chrysolina fastuosa Scope)<-Chrysomela
  4. Листоед травяной (Chrysolina graminis Linnaeus)<-Chrysomela
  5. Листоед зелёный мятный (Chrysolina herbacea Duftschmied)<-Chrysomela
  6. Листоед зверобойный (Chrysolina hyperici Forster)<-Chrysomela
  7. Листоед окаймлённый (Chrysolina limbata Linnaeus)<-Chrysomela
  8. Листоед мятный (Chrysomela menthastri Suffrain)
  9. Листоед гладкий (Chrysolina polita Linnaeus)<-Chrysomela
  10. Листоед рыжий (Chrysolina staphylea Linnaeus)<-Chrysomela
10. Clytra Laichartig
  1. Листоед четырехточечный (Clytra quadripunctata Linnaeus)
11. Colaphus Dahl =Colaphellus Weise
  1. Листоед горчичный восточный (Colaphus hoefti Menke)
  2. Листоед горчичный западный (Colaphus sophiae Schaller)
12. Crepidodera Chevrolat<-Chalcoides Foudras
  1. Блошка золотистая (Crepidodera aurata Marsham)
  2. Блошка луговая рыжая (Neocrepidodera ferruginea Scop.)<-Crepidodera
  3. Блошка осокоревая (Crepidodera nitidula Linnaeus)
13. Трещалки (род) (Crioceris Geoffroy)
  1. Трещалка спаржевая (Crioceris asparagi Linnaeus)
  2. Трещалка двенадцатиточечная (Crioceris duodecimpunctata Linnaeus)
  3. Трещалка четарнадцатиточечная (Crioceris quatuordecimpunctata Scope)
  4. Трещалка пятиточечная (Crioceris quinquepunctata Scope)
14. Скрытоглавы (Cryptocephalus Geoffroy)
  1. Скрытоглав двупятнистый (Cryptocephalus biguttatus Scope)
  2. Скрытоглав двухточечный (Cryptocephalus bipunctatus Linnaeus)
  3. Скрытоглав лещинный (Cryptocephalus coryli Linnaeus)
  4. Скрытоглав зверобойный (Cryptocephalus moraei Linnaeus)
  5. Скрытоглав восьмиточечный (Cryptocephalus octopunctatus Scope)
  6. Скрытоглав жёлтый сосновый (Cryptocephalus pini Linnaeus)
  7. Скрытоглав шелковистый (Cryptocephalus sericeus Linnaeus)
15. Derocrepis Weise
  1. Блошка виковая (Derocrepis rufipes Linnaeus)
16. Радужницы (род) (Donacia Fabricius)
  1. Радужница водная (Donacia aquatica Linnaeus)
  2. Радужница толстоногая (Donacia crassipes Fabricius)
17. Entomoscelis Chevreul
  1. Листоед рапсовый (Entomoscelis adonidis Pallas)
18. Блошки волосатые (Epitrix Foudras)
  1. Блошка белладонная (Epitrix atropae Foudras)
  2. Блошка волосатая паслёновая (Epitrix pubescens Koch)
19. Козявки (род) (Galeruca Geoffroy)
  1. Листоед аконитовый (Galeruca laticollis Sahlberg)
  2. Козявка тысячелистниковая (Galeruca tanaceti Linnaeus), листоед тысячелистниковый
20. Galerucella Crotch
  1. Листоед ивовый жёлтый (Galerucella lineola Fabricius)
  2. Козявка желтоватая (Galerucella luteola Muller)
  3. Козявка кувшинковая (Galerucella nymphaeae Linnaeus)
  4. Листоед земляничный (Galerucella tenella Linnaeus)
21. Gastroidea Hope
  1. Гречишный листоед (Gastrophysa polygoni Linnaeus)<-Gastroidea
  2. Щавелевый листоед (Gastrophysa viridula De Geer)<-Gastroidea
22. Блошки земляные (Altica Geoffroy)=Haltica Matter  
  1. Блошка виноградная (Altica ampelophaga Guerin)
  2. Блошка орешниковая (Altica brevicollis Foudras)
  3. Блошка ложная капустная (Altica oleracea Linnaeus)
  4. Блошка сорняковая (Altica palustris Weise)
  5. Блошка земляная точечная (Phyllotreta punctulata Midler)<-Altica
  6. Блошка дубовая (Altica quercetorum Foudras)
23. Hippuriphila Foudras
  1. Блошка хвощовая (Hippuriphila modeeri Linnaeus)
24. Шипоноски (род) (Hispa Linnaeus)=Hispella Chapuis
  1. Шипоноска чёрная (Hispa atra Linnaeus)<-Hispella
25. Пьявицы (Lema Lacombe)
  1. Пьявица синяя (Lema cyanella Linnaeus)
  2. Пьявица просяная (Lema dilutipes Fairmaire)
  3. Пьявица Эриксона (Lema erichsoni Suffrain)
  4. Пьявица синяя болотная (Lema lichenis Voet)
  5. Пьявица красногрудая (Oulema melanopus Linnaeus)<-Lema
26. Leptinotarsa Stal
  1. Колорадский жук (Leptinotarsa decemlineata Say) [картофельный]
  2. Ложный картофельный жук (Leptinotarsa juncta Germar)
27. Lilioceris Reitter
  1. Трещалка лилейная (Lilioceris lilii Scope)
  2. Трещалка луковая (Lilioceris merdigera Linnaeus)
28. Lochmaea Weise
  1. Козявка ивовая (Lochmaea caprea Linnaeus)
  2. Листоед вересковый (Lochmaea suturalis Thompson)
29. Прыгуны (Longitarsus Latreille)
  1. Прыгун губоцветный желтый (Longitarsus lycopi Foudras), прыгун мятный
  2. Прыгун губоцветный чёрный (Longitarsus obiiteratus Rosh)
  3. Прыгун льняной чёрный (Longitarsus parvulus Paykull)
30. Luperus Geoffroy
  1. Листогрыз желтоногий (Luperus flavipes Linnaeus)
  2. Листогрыз садовый (Luperus longicornis Fabricius)
  3. Листоед сосновый чёрный (Luperus pinicola Duftschmied)
  4. Листоед яблонный (Luperus xanthopoda Schrank) [вязовый]
31. Мелазома (Melasoma Stephens), листоед
  1. Листоед ольховый золотой (Plagiosterna aenea Linnaeus)<- Melasoma
  2. Синий ивовый листоед (Chrysomela collaris Linnaeus)<- Melasoma
  3. Лапландский листоед (Chrysomela lapponica Linnaeus)<- Melasoma
  4. Тополевый листоед (Chrysomela populi Linnaeus)<- Melasoma
  5. Краснокрылый ивовый листоед (Chrysomela saliceti Weise)<- Melasoma
  6. Осиновый листоед (Chrysomela tremulae Fabricius)<- Melasoma
  7. Двадцатиточечный листоед (Chrysomela vigintipunctata Scope)<- Melasoma
32. Пахнефоры (Pachnephorus Redtenbacher)
  1. Пахнефор шахматный (Pachnephorus tesselatus Duftschmied)
33. Pallasiola Jackoby
  1. Листоед подсолнечниковый (Pallasiola absinthii (Pallas))
34. Phaedon Latreille
  1. Листоед хреновый (Phaedon cochleariae Fabricius), бабануха
35. Листоеды ивовые (Phyllodecta Kirby)
  1. Листоед ивовый малый (Phyllodecta vitellinae Linnaeus)
  2. Листоед ивовый обыкновенный (Phyllodecta vulgatissima Linnaeus)
36. Phyllotreta Foudras
  1. Блошка земляная хреновая (Phyllotreta armoraciae Koch)
  2. Блошка земляная черная (Phyllotreta atra Fabricius)
  3. Блошка земляная балканская (Phyllotreta balcanica Hartig)
  4. Блошка крестоцветная западная (Phyllotreta consobrina Curtis)
  5. Блошка крестоцветная (Phyllotreta cruciferae Goeze)
  6. Блошка земляная болотная (Phyllotreta diademata Foudras)
  7. Блошка земляная восклицательная (Phyllotreta exclamationis Thunberg)
  8. Блошка земляная извилистая (Phyllotreta flexuosa Hliger)
  9. Блошка земляная бронзовая (Phyllotreta praticola Weise) =fucata
  10. Блошка земляная светлоногая (Phyllotreta nemorum Linnaeus)
  11. Блошка крестоцветная синяя (Phyllotreta nigripes Fabricius)
  12. Блошка земляная желтоногая (Phyllotreta ochripes Curtis)
  13. Блошка земляная Шрейнера (Phyllotreta pallidipennis Reitter) =turcmenica Jacobson, блошка степная
  14. Блошка земляная волнистая (Phyllotreta undulata Kutsch)
  15. Блошка земляная выемчатая (Phyllotreta vittata Fabricius)
  16. Блошка хлебная полосатая (Phyllotreta vittula Redtenbacher)
37. Phytodecta Kirby
  1. Листогрыз красный люцерновый (Phytodecta fornicata Briiggman)
  2. Красноногий листоед (Gonioctena decemnotata De Geer)<- Phytodecta ruflpes
  3. Листоед ивовый изменчивый (Phytodecta viminalis Linnaeus)
38. Pilemostoma Desbrochers
  1. Щитоноска пёстрая (Pilemostoma fastuosa Schaller)
39. Лжерадужницы (Plateumaris Thompson)
  1. Лжерадужница деревенская (Plateumaris rustica Kunze)
40. Podagrica Foudras
  1. Блошка мальвовая (Podagrica malvae Illiger)
41. Psylliodes Latreille
  1. Блошка картофельная (Psylliodes afiinis Paykull)
  2. Блошка конопляная (Psylliodes attenuatus Koch)
  3. Рапсовая блошка (Psylliodes chrysocephala Linnaeus)
  4. Блошка бронзовая светлоногая (Psylliodes cuprea Koch)
  5. Блошка корнеплодная (Psylliodes cupreata Duftschmied)
  6. Блошка брюквенная (Psylliodes napi Fabricius)
42. Pyrrhalta Say
  1. Листоед ивовый жёлтый (Galerucella lineola Fabricius)=Pyrrhalta lineola
  2. Ильмовый листоед (Xanthogaleruca luteola Midler)<- Pyrrhalta
  3. Листогрыз земляничный (Pyrrhalta tenella Linnaeus)
  4. Листоед калиновый (Pyrrhalta viburni Paykull)
43. Rhapidopalpa Lucas
  1. Жук дынный оранжево-красный (Rhapidopalpa foveicollis Lucas)